# Denys Finch Hatton
Denys George Finch Hatton (født 24. april 1887, død 14. maj 1931) var storvildtjæger og Karen Blixens nære ven. I Karen Blixens selvbiografiske roman Den afrikanske Farm, publiceret i 1937, bliver hans navn skrevet med bindestreg Finch-Hatton. Den korrekte version er dog Finch Hatton.
Denys Finch Hatton var, hvad man må kalde et for den tid typisk produkt af den britiske 'landed class' (jordbesidderne), dvs. adelen. Født som 3. barn (og 2. søn) af den 13. jarl af Winchilsea og 8. jarl af Nottingham, voksede han op i en privilegeret verden, hvis særstatus dog langsomt blev sat under pres af den industrielle revolution i de første årtier af 1900-tallet. Skolet på Eton College og Oxford University blev han et sandt renæssance-menneske, der var bredt funderet indenfor videnskab, kultur, litteratur, poesi og sport, og han færdedes ligeså hjemmevant på golfbanen som i de græske tragedier.
Som 2. søn skulle Denys Finch Hatton ikke arve titler og ejendomme, og muligvis på grund af manglen på denne skæbnemæssige prædestination oplevede han en voksende rastløshed i det klassebundne, traditionelle og konservative britiske samfund. Inspireret af levende beretninger fra udforskningen af 'det mørke kontinent' Afrika besluttede Finch Hatton at afsøge muligheden for at skabe sig en fri, ubunden og helt og aldeles anderledes tilværelse i Kenya, som frem til midten af det 20. århundrede var under britisk overherredømme.
I december 1910 ankom Finch Hatton med skib til Cape Town i Sydafrika og sejlede herfra op langs den østafrikanske kyst til Mombasa. Under et måned langt ophold i Kenyas hovedstad, Nairobi, besluttede Denys Finch Hatton uden tøven at investere i jord i landet for at opbygge en forretning – han havde tabt sit hjerte til det afrikanske kontinent og de tilsyneladende uudtømmelige muligheder for en driftig entreprenør med sans for dristige investeringer. Denne kærlighed til Afrika, der aldrig mindskedes i styrke, gav Finch Hatton unikke muligheder for at blande fascinationen af 'the wilderness' med sine solide rødder i den vestlige civilisation – og tage det bedste fra begge verdener.

## Yderligere læsning
- Trzebinski, Errol: Silence Will Speak – A Study of the Life of Denys Finch Hatton and his Relationship with Karen Blixen, Forlaget Heinemann, London 1977, ISBN 0-434-79500-3.

– dansk: Trzebinski, Errol: Tilsidst taler tavsheden – En skildring af Denys Finch Hattons liv og hans forhold til Karen Blixen, Oversat til dansk ved Henning Næsted, Forlaget Lindhardt og Ringhof, København 1978, ISBN 87-7560-312-8.
- Wheeler, Sara: Too Close to the Sun – The Life and Times of Denys Finch Hatton, Forlaget Jonathan Cape, London 2006, ISBN 0-224-06380-4.